# Фатихов, Халит Шайхович
 Фатихов Халит Шайхович (род. 20 марта 1958, Исаметово, Башкирская АССР) — баянист, артист Башкирской филармонии, народный артист Республики Башкортостан (2004).

## Биография
Родился 20 марта 1958 года в селе Исаметово Илишевского района БАССР.
В 1990 году окончил Башкирское республиканское культурно-просветительное училище в г. Стерлитамаке по специальности «культурно-просветительская работа».
С 1978 года работал в Башкирской филармонии, занимался обработками для баяна башкирских и татарских народных мелодий, аккомпанировал артистам: И.Шакиров, Ф.Кудашева, Р.Гареев, Ф.Кильдиярова, Н.Кадырова, Х.Бегичев, Г.Хамзин, Ф.Сиражетдинова, Ш.Хамадинуров.
Мастер игры на баяне, тальянке, всех видах гармоник, солист-баянист, аккомпаниатор, музыкальный руководитель эстрадного коллектива «Ихлас».

## Награды и звания
- Народный артист Республики Башкортостан (2004)
- Заслуженный артист Башкирской АССР (1989)
- Дипломант Международного кон¬курса «Татарская песня» в Казани (1997)
- Дипломант республиканского фестиваля филармоний в Уфе (2008).